# 六角弦
六角弦，歌仔戲音樂伴奏與演奏專用弓弦樂器。
中日戰爭其間，中國福建省政府查禁台灣歌仔戲曲調和樂器，閩南歌仔戲藝員邵江海、林文祥等人改唱「改良調」（台灣後來稱為「都馬調」的以「雜碎仔調」為主的曲調）的「改良戲」；台灣樂器被查禁，邵江海、林文祥等人用南管的三弦和洞簫、尺八」以代替月琴和品仔，主弦（領奏琴師）的以六角弦代替殼子弦、大廣弦。

## 形制
形似京二胡，用紅木或烏木等製，琴筒蒙蟒皮或蛇皮，不設音窗、濾音，音色明亮、清脆、高亢，具穿透力，琴筒為六角形，故名。

## 使用情況
閩南歌仔戲演奏「改良調」和較為抒情、柔美、悲傷、哀怨的唱段時，以六角弦為主弦，現在的薌劇早已恢復使用殼子弦和大廣弦。
1990年代，六角弦被引進到台灣，開始用來伴奏都馬調和其他的許多曲調，柯銘峰、劉文亮、周以謙、陳孟亮等主弦琴師都曾使用六角弦，劉文亮曾自己製作一把六角弦。閩南較常用一把六角弦，在中音區奏抒情的曲調，在高把位奏傳統喇叭弦的部份。